# Saint-Martin-Choquel
Saint-Martin-Choquel és un municipi francès situat al departament del Pas de Calais i a la regió dels Alts de França. L'any 2007 tenia 440 habitants.

## Demografia

### Població
El 2007 la població de fet de Saint-Martin-Choquel era de 440 persones. Hi havia 142 famílies de les quals 20 eren unipersonals (8 homes vivint sols i 12 dones vivint soles), 41 parelles sense fills, 77 parelles amb fills i 4 famílies monoparentals amb fills.
La població ha evolucionat segons el següent gràfic:
Habitants censats

### Habitatges
El 2007 hi havia 160 habitatges, 147 eren l'habitatge principal de la família, 9 eren segones residències i 4 estaven desocupats. Tots els 160 habitatges eren cases. Dels 147 habitatges principals, 124 estaven ocupats pels seus propietaris, 21 estaven llogats i ocupats pels llogaters i 2 estaven cedits a títol gratuït; 1 tenia dues cambres, 12 en tenien tres, 24 en tenien quatre i 109 en tenien cinc o més. 128 habitatges disposaven pel capbaix d'una plaça de pàrquing. A 54 habitatges hi havia un automòbil i a 87 n'hi havia dos o més.

### Piràmide de població
La piràmide de població per edats i sexe el 2009 era:
| Homes | Edats   | Dones |
| ----- | ------- | ----- |
| 0     | 95 o +  | 0     |
| 0     | 90 a 94 | 0     |
| 0     | 85 a 89 | 4     |
| 0     | 80 a 84 | 4     |
| 0     | 75 a 79 | 4     |
| 8     | 70 a 74 | 12    |
| 16    | 65 a 69 | 0     |
| 4     | 60 a 64 | 16    |
| 4     | 55 a 59 | 4     |
| 8     | 50 a 54 | 8     |
| 16    | 45 a 49 | 16    |
| 24    | 40 a 44 | 16    |
| 20    | 35 a 39 | 24    |
| 12    | 30 a 34 | 16    |
| 8     | 25 a 29 | 4     |
| 20    | 20 a 24 | 12    |
| 20    | 15 a 19 | 12    |
| 24    | 10 a 14 | 8     |
| 28    | 5 a 9   | 16    |
| 8     | 0 a 4   | 8     |

## Economia
El 2007 la població en edat de treballar era de 282 persones, 191 eren actives i 91 eren inactives. De les 191 persones actives 169 estaven ocupades (95 homes i 74 dones) i 22 estaven aturades (9 homes i 13 dones). De les 91 persones inactives 18 estaven jubilades, 30 estaven estudiant i 43 estaven classificades com a «altres inactius».

### Ingressos
El 2009 a Saint-Martin-Choquel hi havia 156 unitats fiscals que integraven 471 persones, la mediana anual d'ingressos fiscals per persona era de 16.601 €.

### Activitats econòmiques
Dels 10 establiments que hi havia el 2007, 2 eren d'empreses de construcció, 2 d'empreses de comerç i reparació d'automòbils, 2 d'empreses d'hostatgeria i restauració i 4 d'empreses de serveis.
Dels 5 establiments de servei als particulars que hi havia el 2009, 1 era un taller de reparació d'automòbils i de material agrícola, 1 paleta, 1 lampisteria i 2 restaurants.
L'any 2000 a Saint-Martin-Choquel hi havia 12 explotacions agrícoles que ocupaven un total de 425 hectàrees.

## Equipaments sanitaris i escolars
El 2009 hi havia una escola elemental integrada dins d'un grup escolar amb les comunes properes formant una escola dispersa.

## Poblacions més properes
El següent diagrama mostra les poblacions més properes.